# Drakes ligning
Drakes ligning blev fremsat i 1961 af den amerikanske astronom og kosmolog Frank D. Drake (1930-2022). Ligningen beregner ud fra en række nøglefaktorer, hvor mange civilisationer i Mælkevejen, vi kan komme i kontakt med.

## Parametre
Drakes ligning lyder:[kilde mangler]
{\displaystyle N=R\cdot f_{p}\cdot n_{e}\cdot f_{l}\cdot f_{i}\cdot f_{c}\cdot L},
hvor
- {\displaystyle N} er antallet civilisationer i Mælkevejen, vi kan komme i kontakt med (angivet i planeter),[kilde mangler]
- {\displaystyle R} er den hastighed, hvormed nye sollignende stjerner dannes i Mælkevejen (angivet i stjerner per år),
- {\displaystyle f_{p}} er den andel af stjerner, der har et planetsystem omkring sig,
- {\displaystyle n_{e}} er det gennemsnitlige antal af jordlignende planeter (angivet i planeter per stjerne),
- {\displaystyle f_{l}} er den andel af jordlignende planeter, hvorpå der udvikles livsformer,
- {\displaystyle f_{i}} er den andel af planeter med liv, hvor livet kan opfattes som intelligent,
- {\displaystyle f_{c}} er den andel af intelligente civilisationer, der udvilker interstellart kommunikationsdygtig teknologi,
- {\displaystyle L} er den gennemsnitlige levetid af kommunikationsdygtige civilisationer (angivet i år).

Et umiddelbart gæt på værdierne er:
{\displaystyle R=1{\text{ }}{\tfrac {\text{stjerner}}{\text{år}}},\quad f_{p}=0,3,\quad n_{e}=0,2{\text{ }}{\tfrac {\text{planeter}}{\text{stjerne}}},\quad f_{l}=1,\quad f_{i}=0,5,\quad f_{c}=1\quad {\text{og}}\quad L=300.000{\text{ år}}}.
Dette giver {\displaystyle N=9.000} planeter,[kilde mangler] hvilket, hvis planeterne er jævnt fordelt i Mælkevejen, svarer til en gennemsnitsafstand på nogle hundrede lysår mellem civilisationerne.[kilde mangler]

### Usikkerheder
Tallet på 9.000 planeter er motivationen bag Fermis paradoks, som spørger, hvorfor vi ikke har beviser på eller kontakt med liv i Universet på trods af den logisk set høje sandsynlighed for udenjordisk liv. Med en afstand på blot nogle hundrede lysår vil det kun tage nogle hundrede år at komme i kontakt med andre civilisationer.  Det beregnede tal for civilisationer, vi kan komme i kontakt med, afhænger af nogle faktorer, som er ukendte eller forbundet med stor usikkerhed. Der er derfor en række forbehold knyttet til brugen af ligningen og dét tal, der beregnes, varierer voldsomt afhængigt af de valgte forudsætninger. Eksempelvis er man blevet meget mindre sikker på sandsynligheden for, at liv automatisk vil udvikle sig hen mod intelligent liv, hvilket gør det til en stor usikkerhed. I praksis går opgaven derfor ud på at anvende Drakes ligning til at nærme sig en størrelsesorden for {\displaystyle N}, frem for et konkret tal. Drakes ligning er altså et størrelsesordens-problem (bedre kendt som et Fermi-estimat),[kilde mangler] hvilket betyder, at man foretager nogle grove udregninger med lidt til ingen data mhp. at finde et estimat.

### Forskning i parametrene
Drakes ligning er almindelig anerkendt som en gyldig formulering af selve problemet. Det er kendetegnende, at de forskellige faktorer, der indgår i ligningen, udforskes indenfor forskellige videnskaber. Ligningen er således ikke kun en astronomisk eller fysisk model, men bredere, og inddrager områder som exobiologi (læren om liv uden for Jorden), antropologi og sociologi. Efterhånden som vores viden bliver mere præcis, vil den praktiske nytte af ligningen vokse. Men Drakes ligning har siden den blev fremsat, haft stor betydning som en del af fundamentet for det voksende videnskabsområde, der omhandler søgen efter liv udenfor vort eget solsystem. Den forskning finder blandt andet sted i SETI, som Frank Drake var medvirkende til at stifte i netop 1961.

## Vanskeligheder medR
Det kan argumenteres for, at {\displaystyle R} - den hastighed, hvormed nye stjerner dannes i galaksen i dag - er irrelevant for beregningen af kontaktbare civilisationer i Mælkevejen. Det har taget ca. 4-5 milliarder år at danne intelligent liv på Jorden, hvilket betyder, at de nye stjerner, der dannes i dag, er ubetydelige for den mængde civilisationer, vi kan observere i dag, da intelligent liv på de nye stjerners tilhørende planeter først vil opstå 4-5 mia. år ude i fremtiden. Så hvis det tager intelligent liv omkring 4-5 milliarder år at udvikles siden en planets tilblivelse, er det kun interessant at overveje, hvor mange stjerner, som blev dannet for mellem (mindst) 4 og højst 7 milliarder år siden, og ikke hvor mange, som dannes i dag.
En anden problematik er undersøgelser som Persic og Rephaelis "Galactic star-formation rates gauged by stellar end-products", som viser, at der er en konstant frekvens for dannelse af stjerner indenfor de seneste ca. 1 milliard år, men til gengæld tyder Beacoms "The Cosmic Stellar Birth and Death Rates", Hardin & al.s "Type Ia supernova rate at z ~ 0.1" og Blanc & al.s "Type Ia supernova rate at a redshift of ~ 0.1" m.fl. på, at frekvensen for stjernedannelse i dag ligger på ca. 1/4 af, hvad den var for 5-8 milliarder år siden. For ca. 7,5 milliarder år siden indledtes et brat fald i dannelsen af massive stjerner og for 5 milliarder år siden indledtes et lignende fald i dannelsen af den gruppe hovedseriestjerner (herunder soltyper), som ender som hvide dværge. Det ser altså ud til, at Solen er en "efternøler", idet de fleste stjerner i vores galakse ser ud til at være dannet for 6-9 mia. år siden, mens Solen kun er ca. 4,6 mia. år gammel. Dette betyder, at hovedparten af sollignende stjerner er blevet dannet lidt før solen, hvilket betyder, at de tilhørende planeter har haft masser af tid til at danne intelligent liv, eller at alt intelligent liv på disse planeter er uddødt langt før der kom liv på Jorden. Dette kan deduceres ud fra de bedste stjernemodeller, hvorefter Solen, når den når en alder på ca. 6,5 milliarder år, vil være så varm, at havene vil være fordampe og liv, som vi kender det, vil være uddødt. Det betyder, at at livet på lignende planeter med sollignende stjerner, er uddødt for flere milliarder år siden.[kilde mangler]
Herfra kan det konkluderes, at vi muligvis er alene i vor galakse i dag, simpelthen fordi evt. tidlige udenjordiske civilisationer kan være uddøde for millioner eller endda milliarder af år siden og at eventuelle ET-stationer kan være pulveriserede og deres rester forsvundne under kontinenterne.[kilde mangler]